# Чувашівське сільське поселення
Чуваші́вське сільське поселення (рос. Чувашевское сельское поселение) — адміністративна одиниця у складі Кірово-Чепецького району Кіровської області Росії. Адміністративний центр поселення — присілок Чуваші.

## Історія
Станом на 2002 рік на території сучасного поселення існували такі адміністративні одиниці:
- Чувашівський сільський округ (селище Луговий, присілки Баї, Башлани, Крюково, Косарі, Ложкачі, Пижа, Під'єланці, Чуваші)

Поселення було утворене згідно із законом Кіровської області від 7 грудня 2004 року № 284-ЗО у рамках муніципальної реформи шляхом перетворення Чувашівського сільського округу.

## Населення
Населення поселення становить 980 осіб (2017; 990 у 2016, 1010 у 2015, 1033 у 2014, 1015 у 2013, 1004 у 2012, 994 у 2010, 982 у 2002).

## Склад
До складу поселення входять 9 населених пунктів:
| Населений пункт      | Населення, осіб (2002) | Населення, осіб (2010) |
| -------------------- | ---------------------- | ---------------------- |
| Баї, присілок        | 6                      | 16                     |
| Башлани, присілок    | 4                      | 10                     |
| Крюково, присілок    | 0                      | 4                      |
| Косарі, присілок     | 0                      | 0                      |
| Ложкачі, присілок    | 1                      | 7                      |
| Луговий, присілок    | 18                     | 6                      |
| Пижа, присілок       | 95                     | 76                     |
| Під'єланці, присілок | 8                      | 1                      |
| Чуваші, присілок     | 850                    | 874                    |